# Schwanengesang (1982)
Schwanengesang ist die 1982 geschaffene Studioaufzeichnung des Fernsehens der DDR einer Inszenierung von Ulrich Engelmann nach drei Einaktern von Anton Tschechow.

## Handlung
Über die Schädlichkeit des Tabaks – Monolog in einem Akt
Da es sich hier um eine Schauspielinszenierung handelt, siehe: Über die Schädlichkeit des Tabaks
Tragödie wider Willen – Aus dem Leben eines Landhausbesitzers
Iwan Iwanowitsch Tolkatschow betritt die Wohnung eines Freundes in der Stadt, bepackt mit einem Kinderfahrrad, Taschen, Tüten, Paketen und einem Lampenschirm, so dass er keine Hand mehr frei hat und bittet den Freund ihm seinen Revolver bis zum nächsten Tag zu leihen. Auf die Frage, wozu er den denn brauche, antwortet er ausweichend, doch nachdem er ein Glas Wasser getrunken und sich seiner Bagage entledigt hat, beginnt er zu erzählen.
Iwan Iwanowitsch bezeichnet sich selbst als einen Jammerlappen, der sich fragt, wozu er überhaupt noch lebt, wozu diese Kette physischer und psychischer Leiden dient. Er beginnt mit den Problemen, mit denen er in der Kanzlei zu tun hat, in der er als Beamter arbeitet. Abgesehen von den Angestellten, die alle machen was sie wollen und das Chaos verwalten, sind dann auch noch die Bittsteller da, die begriffsstutzig und gereizt sind, es eilig haben und dazu auch noch drohen. Dazu noch diese eintönige Arbeit, die aus Anfragen und Stellungnahmen und Anfragen und Stellungnahmen besteht. Wenn er denkt, dass er nach dem Feierabend die Ruhe in seinem Landhaus genießen kann, muss er erst noch die verschiedenen Aufträge seiner Familie und der Nachbarn erfüllen. Es hat sich unter den Sommerfrischlern eingebürgert, dass jeder der in der Stadt zu tun hat, für alle anderen das mitbringt, was auf dem Land gebraucht wird. Deshalb trägt er mehrere Wunschzettel und ein Taschentuch mit mindestens fünf Knoten mit sich herum, die er auch gern seinem Freund zeigt.
Aber das ist ja noch nicht sein ganzes Leid. In der Nacht wird er von Mücken, Romanzen und ehelichen Pflichten verfolgt und wenn er wirklich einmal schläft, träumt er von Krokodilen. Nachdem Iwan Iwanowitsch von seinem Freund bestätigt wird, dass er ihn bemitleidet, fällt diesem aber noch etwas ein. Er fragt, wo sich denn das Landhaus befindet und ob er dort eine Olga Pawlowa kennt, was Iwan Iwanowitsch bestätigt. Nun bittet er ihn für diese Olga doch eine Handnähmaschine und einen Vogelbauer mitsamt  Vogel mitzunehmen. Ist es da ein Wunder, wenn der schließlich wirren Blicks aufbrüllt: „Ich muss Blut sehen“! Dem Freund bleibt jetzt nur noch übrig, seine Wohnung fluchtartig zu verlassen.
Schwanengesang –  Dramatische Etüde in einem Akt
Da es sich hier um eine Schauspielinszenierung handelt, siehe: Kalchas (Tschechow)

## Produktion und Veröffentlichung
Die Dramaturgie lag in den Händen von Gerhard Schubert und Hans-Martin Rahner.
Grundlage dieser Studioaufzeichnung war die Aufführung des von Gudrun Düwel übersetzten Stückes im Deutschen Theater Berlin  unter der Regie von Ulrich Engelmann, dessen Premiere am 4. März 1979 stattfand.
Die Erstausstrahlung erfolgte in Farbe im 2. Programm des Fernsehens der DDR am 25. Dezember 1982.

## Kritik
In der Berliner Zeitung bemerkte Ernst Schumacher zur Theaterpremiere: 

„Es ist unschwer vorauszusagen, daß diese drei Einakter (in der Ausstattung durch Heinz Wenzel) auch das große Haus des Deutschen Theaters lange füllen werden.“

In der Neuen Zeit äußert sich Helmut Ullrich.: 

„Gebändigte Komik. die sich mehr bedächtig als pointenerpicht gibt. wird dem tragikomischen Wesen dieser Miniaturen gerecht, ihrer konzentrierten Lebenswahrheit, in der das Satirische hinter dem Mitleid entschwindet.“

Im Neuen Deutschland schrieb Rainer Kerndl ebenfalls zur Theaterpremiere: 

„Drei Studien für Komödianten, inszenatorisch begleitet von Ulrich Engelmann, ein Spaß für die Liebhaber von Schauspielern und deren Kunst, ein etwas zu unaufwendiges Unternehmen freilich auch für die große Bühne in der Schumannstraße.“